# 嚴顏

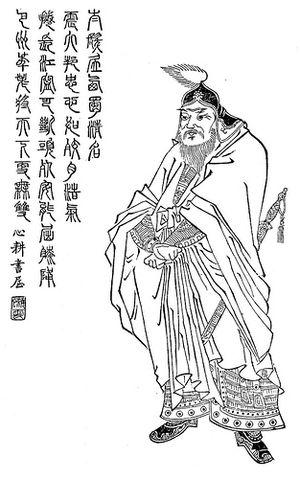
嚴顏

嚴顏（？—？），東漢末年巴郡臨江縣人，效力於劉焉、劉璋。

## 生平
嚴顏為劉璋巴郡太守赵莋部將。建安十六年（211年）劉備入蜀，當時嚴顏為巴郡将，知道劉備入蜀事，曾說：“這便是‘孤立無援束手無策，而驅使老虎自衛’啊！”
建安十九年(214年)，劉備進攻江州，嚴顏戰敗被俘，張飛對嚴顏說：“大軍來攻打你們，怎麼不投降卻還要抵抗奮戰？”嚴顏回答說：“你們無端來侵犯奪取我們益州，我們益州只有斷頭將軍，沒有投降將軍！”張飛發怒，命手下將嚴顏拉下去砍頭，嚴顏面不改色地說：“砍頭就砍頭，幹嘛生氣！”張飛敬佩嚴顏的勇氣，遂釋放嚴顏並待之為賓客。之後的事蹟沒有記載。

## 艺术形象

### 三國演義
- 嚴顏在劉備攻取成都，徑取漢川中登場。張飛軍的細作提到：巴郡太守嚴顔是蜀軍的名將，雖然年時已高但精力不減，擅使硬弓和大刀，同樣有萬夫莫敵之勇。居住在城郭，沒有竪起投降的旗幟。張飛教細作城下紮寨，對嚴顔說出自己的辱罵言語。嚴顔對劉璋差法正請劉備入西川，卻引狼入室而撫心自嘆。聽從身邊的軍士提議用以逸待勞對付張飛軍，嚴顔計從，教導軍士到城上防守。張飛軍的軍士在城下大叫開門，嚴顔放他進來問個究竟。軍士把張飛教他的辱罵言語對嚴顔說出，嚴顔大怒不會投降作回應，再借敵軍軍士之口回罵，并將軍士的耳鼻割去，放他回張飛軍。軍士返回到張飛軍如實稟報，張飛憤怒出戰，帶著士兵到巴郡下辱罵，急著攻城，但無功而返。次日張飛再次進攻，嚴顔在城上用弓射中張飛的頭盔，但一樣無功而返。數日的作戰，張飛也是無功而返。巴郡與周圍都是座山城，張飛登山高居視察，只見城中的平民搬石頭防守。張飛再次派人叫罵，但都是無功而返。多日的叫罵同樣堅城不出，張飛又想出計策，派士兵四處斬柴草，找出進城路徑，不要交戰。
- 嚴顔不見張飛有所動靜而心疑，派十數人裝扮成張飛軍斬草混入敵軍中打聽。最後稟報打聽到張飛已經找到進城小路，并準備今晚攻打。嚴顔知道後大喜，并準備設伏的事宜。二更吃飽，三更在草叢埋伏，正當看到張飛在前引軍，引兵奪車和物資，誰知道張飛在嚴顔背後殺出。嚴顔與張飛單挑不敵，被張飛捉扯嚴顔的勒甲绦，把嚴顔扔在地上生擒。嚴顔手下捉住的是假張飛，張飛知道嚴顔用擊鼓為一起進攻信號，而張飛用鳴金為一起進攻，所有張飛麾下的軍士集結，半人以上的川軍只有倒戈投降。張飛接著殺進巴郡，後軍一早進入郡城。
- 刀手把嚴顔推至張飛前，張飛質問：“大軍壓境，為何不投降，而敢率兵拒敵？”嚴顔回答：“你等無義，侵取我州郡。這裡只有斷頭將軍，而沒有投降將軍。”張飛怒喊左右把嚴顔推出去斬首，嚴顔面無懼色地大喝：“賊匹夫，斬頭就斬頭，有什麽可憤怒？”張飛見嚴顔聲音宏壯，面不改容，由憤怒轉為高興，親自鬆綁，取來衣服給嚴顔，扶著嚴顔在正中高高地坐好。接著低頭拜説：“我過往的說話冒犯，希望不要見怪責罵，我向來知道老將軍是豪傑之士。”嚴顔感慨張飛的恩義而歸降。
- 張飛問嚴顔入川的計策，嚴顔無以為報，但說出不需要任何刀弓就能奪取。因為雒城的所有關隘都是嚴顔所管，嚴顔為前軍，張飛領軍在後，每到一處都呼出投降，一路順利無阻。
- 劉備軍都幾乎相聚在雒城，看到張任前來。黃忠與魏延正和吳蘭與雷銅交戰而不能分身，劉備懼怕，此時張飛與嚴顔趕至與張任交鋒。張任不敵而退守城中。劉備疑惑為什麼張飛能在崎嶇的路上這麽快來到，張飛導出老將軍嚴顔，劉備感謝他而贈送他身上的黃金鎖子甲。接著幾番周折把吳蘭和雷銅在黃忠和魏延的反攻之下投降，吳懿也在趙雲的生擒下在陣前投降。
- 數日後，諸葛亮自作誘饵誘出張任，最後活捉了張任。嚴顔與吳懿攻雒城，嚴顔打算拿弓射殺劉璝，但城上的張翼已把他斬殺。
- 劉備領益州牧後，封嚴顔為前將軍。後定軍山之戰，葭萌關危急，諸葛亮用激將法讓黃忠率軍救援，黃忠并以嚴顔為副將一同前往攻打張郃。孟达、霍峻見兩年長的老將到關救援，便有所微言。黃忠對嚴顔説眾人笑我們年長，今日建功能服眾人。二人商議過後，黃忠於是下山與張郃對峙，各戰二十回，忽然嚴顔從小路背襲張郃，張郃不敵而敗逃，之後二人收兵回營。黃忠連日探路知道進攻路徑，嚴顔說道：“這裡有座山名叫天蕩山，曹操的糧草都堆積在那個山頭。如果進攻那裡斷糧，漢中必然拿下。”黃忠認為可行，嚴顔領一支隊伍出發。
- 黃忠戰張郃、韓浩、夏侯尚三人，韓浩被黃忠所斬。忽然後山起火，夏侯德領兵救火，誰知道是嚴顔，此時被嚴顔斬于馬下。這其實是計策，讓黃忠進攻到敵陣時，嚴顔在敵軍後方放火，并與黃忠匯合。張郃和夏侯尚不能相顧而放棄天盪山，黃忠、嚴顔二人守着天蕩山彙報捷報。諸葛亮差嚴顔到巴西閬中守隘，派張飛、魏延三人一起同取漢中。

## 藝術形象

### 影视形象
- 1994年电视剧《三国演义》：分别由王文有、林中华饰演严颜
- 2010年电视剧《三国》：李旭饰演严颜

### 動漫遊戲
- 《火鳳燎原》（陳某）: 懂得益州奇技「變臉」，一向以「寬己嚴人」見稱，對已方之人則姓寬，敵方之人則姓嚴。

## 评价
- 北宋大文豪苏轼的诗歌《严颜碑》说：“严子独何贤，谈笑傲碪几。”[5]

- 北宋诗人苏辙《严颜碑》说：“严颜平生吾不记，独忆城破节最高。”[6]

- 宋末文天祥在其《正氣歌》中歌頌嚴顏，「為嚴將軍頭」成為浩然正氣的代名詞。[7]

- 李贽：“豪杰遇豪杰，可为至仇，亦可为至亲。盖两家气味原是一家，故分则他人，合则自己也。此翼德所以释严颜，而严颜并不惧翼德也。不比小人相与，外为至亲，内为至仇，合时原分，而分时何得再合也。此君子小人之辨，无不如此，亦不独张飞、严颜两人已也。”（汇评三国志演义）

- 罗贯中：“白发居西蜀，清名震大邦。忠心如皎日，浩气卷长江。宁可断头死，安能屈膝降？巴州年老将，天下更无双。”（汇评三国志演义）

- 王夫之：“黄权、王累、严颜、刘巴之欲拒先主也，智在一曲而不可谓智，忠在一曲而不可谓忠。”

## 相关资料
- 《資治通鑒·卷第六十六》
- 《資治通鑒·卷第六十七》
- 《三國志·蜀書六·關張馬黃趙傳第六》